# Notophthiracarus dilucidus
Notophthiracarus dilucidus är en kvalsterart som först beskrevs av Wojciech Niedbała 1988.  Notophthiracarus dilucidus ingår i släktet Notophthiracarus och familjen Phthiracaridae. Inga underarter finns listade i Catalogue of Life.